# 范寧縣 (德克薩斯州)
范寧縣（英語：Fannin County）位美国德克萨斯州東北部的一個縣，北鄰奧克拉荷馬州，面積2,329平方公里。根据2020年美國人口普查，共有人口35,662人，縣治博納姆。該縣成立於1837年12月14日，縣政府成立於1840年；縣名紀念在戈里亞德大屠殺中被安東尼奧·洛佩斯·德·桑塔·安納下令處死的喬治亞人詹姆斯·沃克·范寧